# Xantona
Xantona és un compost orgànic de fórmula molecular C13H₈O₂. Es pot preparar escalfant salicilat de fenil. El 1939, la xantona es va introduir com un insecticida i actualment es fa servir com a ovicida per la carpocapsa o corc de les pomes i com larvicida. També es fa servir la xantona en la preparació de xantidrol, que es fa servir per determinar els nivells d'urea a la sang.

## Derivats de la xantona
L'estructura química de la xantona forma el cor central dels seus derivats naturals com la mangostina, que es refereixen col·lectivament com xantones o xantonoides. S'han identificat unes 200 xantones. Les xantones són constituents naturals de les famílies de plantes Bonnetiaceae i Clusiaceae i es troben en algunes espècies de la família Podostemaceae. Moltes d'aquestes xantones es troben al pericarp del fruit del mangostà (Garcinia mangostana), que es troben al sud-est asiàtic.
Els derivats sintètics de la xantona es poden afegir durant la polimerització del polièster per formar un plàstic de gran resistència a la degradació per llum ultraviolada. La tetrahidroxixantona és la més útil. Les pel·lícules de polièster es poden fer servir per fer cèl·lules solars més barates que les fetes de silici. i per als plàstics d'hivernacles.